# Derelys Perdue
Derelys Perdue (22 de março de 1902 – 30 de setembro de 1989) foi uma atriz de cinema e dançarina estadunidense da era do cinema mudo, que atuou em 36 filmes entre 1921 e 1929.

## Biografia
Derelys nasceu em Kansas City, Missouri, e frequentou uma escolar particular para meninas. Iniciou sua carreira como dançarina, pois dançava desde os seis anos de idade, ganhando muita popularidade. A primeira vez que foi notada em Hollywood foi durante a produção teatral Attila and the Huns, com Ramón Novarro interpretando Attila e Perdue interpretando um dos hunos.
Perdue apareceu dançando ao lado de Novarro na comédia de Mack Sennett  de 1921 A Small Town Idol, ambos não-creditados, além de pequenas participações em outros filmes, mas seu primeiro crédito foi no filme de 1923 Daytime Wives, pela  Robertson-Cole Pictures Corporation. Ela foi eleita uma das Wampas Baby Stars daquele ano.
The WAMPAS Baby Stars foi uma campanha promocional, patrocinada pela United States Western Association of Motion Picture Advertisers, uma associação de anunciantes de cinema, que homenageava treze (quatorze em 1932) jovens mulheres a cada ano, as quais eles acreditavam estarem no limiar do estrelato cinematográfico. Elas foram selecionadas a partir de 1922, até 1934, e eram premiadas anualmente e homenageadas em uma festa chamada WAMPAS Frolic.
Perdue teve um mau relacionamento profissional com a também atriz Grace Darmond, com quem atuou no seriado A Dangerous Adventure (1922).
Entre seus filmes, estão The Last Man on Earth, em 1924, e interpretou Mrs. Newlywed em Newlyweds and Their Baby, série de comédias curtas entre 1928 e 1929. Sua carreira logo começou a decair. Seu chefe, Joseph P. Kennedy, insistiu que mudasse seu nome para Ann Perdue, um nome mais sensato se comparado a Derelys; ela o processou, mas perdeu, e sua carreira cinematográfica acabou em 1929. A ação foi proposta contra a Film Booking Inc. Distributing Agency for Robertson-Cole Photoplays em abril de 1923. Os distribuidores de filmes haviam realizado um concurso em uma revista de cinema, pedindo aos fãs que sugerissem um nome para Miss Perdue.
Seu último filme foi The Smiling Terror, em 1929. Ao longo de sua carreira, ela se destacou especialmente pelo grande talento para a dança em seus filmes. Ela mesmo organizou a coreografia de dança em vários filmes, além de se apresentar sozinha ou em grupo em uma variedade de shows locais em Los Angeles.

## Vida pessoal e morte
Os romances de Miss Perdue lhe renderam muita publicidade em jornais. Ela se divorciou de Louis M. Feldman em Los Angeles, Califórnia, em novembro de 1926. Em 1923, ela foi ligada romanticamente a Craig Biddle Jr. (filho do milionário da Filadélfia, Pensilvânia) e ao golfista Gene Sarazen. Ela fez uma aparição no maior filme de baile no Ambassador Hotel, em Los Angeles, em 1924, ao lado do jornalista Ricker Swing, usando um vestido branco de veludo, frisado em um design persa.
Derelys Perdue morreu em 1989, em Los Angeles, California, aos 87 anos.

## Filmografia parcial
- A Small Town Idol (1921)
- A Dangerous Adventure (1922)
- Daytime Wives (1923)
- The Last Man on Earth (1924)
- Newlyweds and Their Baby (1928-1929)
- Quick Triggers (1928)
- The Mystery Rider (1928)
- The Smiling Terror (1929)